# Кызылкайнар (Жамбылская область)
Кызылкайна́р (каз. Қызылқайнар) — село в Жамбылском районе Жамбылской области Казахстана, административный центр Кызылкайнарского сельского округа. Код КАТО — 314048100.

## География
Село расположено в юго-восточной части Жамбылского района, на правом берегу реки Талас, в 10 километрах к юго-востоку от областного центра города Тараз и в 41 километрах к юго-востоку от районного центра села Аса. Ближайшая железнодорожная станция Тараз — расположена в 11 километрах к северо-западу от села (по дороге — 15,9 км). Соседние населённые пункты: Кызылдихан в 2 километрах к северо-западу, Гродеково в 2 километрах к западу, Жасоркен в 3 километрах к юго-востоку. Транспортное сообщение осуществляется посёлочными дорогами с выходом на автодорогу А-1 к северо-западу. Высота центра населённого пункта — 702 метров над уровнем моря.

## Население
| Численность населения | Численность населения | Численность населения |
| 1989                  | 1999                  | 2009                  |
| --------------------- | --------------------- | --------------------- |
| 2556                  | ↗2915                 | ↗3732                 |

Процентное соотношение численно-преобладающих национальностей согласно переписи 1989 года:
| Национальность | Процентное соотношение |
| -------------- | ---------------------- |
| Казахи         | 41 %                   |
| Курды          | 39 %                   |
| Другие         | 20 %                   |